# Olivier Quint
Olivier Quint (Limoges, 29 novembre 1971) è un allenatore di calcio ed ex calciatore francese, di ruolo attaccante, tecnico del Basse-Goulaine.

## Caratteristiche tecniche
Era un'ala sinistra.

## Carriera

### Calciatore
Ha giocato in Ligue 1 con Sedan e Nantes, disputando 181 partite fra il 1999 ed il 2006.
Nel 2006 Ha annunciato il suo ritiro dal calcio professionistico, continuando comunque a giocare a livello amatoriale fino al 2012.

### Allenatore
Dal 2008 al 2010 è stato giocatore-allenatore della formazione amatoriale del Montaigu.

## Palmarès

### Giocatore

#### Competizioni nazionali
- Supercoppa francese: 1

Nantes: 2001